# Bantar Panjang (Cikeusal)
Bantar Panjang is een bestuurslaag in het regentschap Serang van de provincie Banten, Indonesië. Bantar Panjang telt 2422 inwoners (volkstelling 2010).